# Usina Hidrelétrica Rasgão
A Barragem de Rasgão está localizada no estado brasileiro de São Paulo, próxima à cidade de Pirapora do Bom Jesus e represa as águas do rio Tietê.
Quando o rio Tietê abandona a capital de São Paulo, ele inicia a sua descida rumo a cidade de Itu, e começa a percorrer um traçado sinuoso, esgueirando-se por entre diversas colinas, locais propícios para a construção de barragens.
Em um destes pontos foi erguida a Barragem Edgard de Souza, destinada a produção de energia elétrica em Santana de Parnaíba.
Um pouco mais a frente, quando o rio Tietê entra no município de Pirapora do Bom Jesus, foi erguida a Barragem de Pirapora do Bom Jesus.
Seus reservatórios não são de grandes dimensões mas aproveitam todo potencial hidrológico do rio Tietê que mantém um fluxo constante de água, por todo o ano.
Desta forma, a Barragem de Rasgão funciona em conjunto com a Barragem de Pirapora do Bom Jesus.